# Jamiolle
Jamiolle (en wallon Djamiole) est une section de la ville belge de Philippeville située en Wallonie dans la province de Namur. C'était une commune à part entière avant la fusion des communes de 1977.

## Géographie
Commune bornée au nord par Yves-Gomezée, à l’est par Jamagne, au sud par Villers-deux-Églises et à l’ouest par Daussois. La commune se trouve entre la N 5 (section de Philippeville à Charleroi) et la N 40 (section Philippeville-Beaumont).

## Évolution démographique
- Source: DGS, 1831 à 1970=recensements population, 1976= habitants au 31 décembre

## Histoire
En 1883, on a fouillé un cimetière mérovingien contenant 150 sépultures.
Le village de Jamaignoulle qui est de fort petitte estendue procède de la fondation de l’Évesque Gérard et de ses frères (originaires de Florennes) qui ont donnez tout ce qu’il avoient en ladite iurisdiction à l’église St Jean. La charte de confirmation des biens de l’abbaye de Florennes accordée par l’empereur Henri II en 1018 mentionne le village sous le nom de Gaminulis. Jamiolle restera pendant tout l'ancien régime, domaine foncier de cette l'abbaye, terre liégeoise.
En 1221, les habitants sont tenus de comparaître annuellement aux trois plaids généraux sous peine de 21 sous.
En 1269, pour mémoire que Jamigoulle n’estant qu’un hameau composé de cincq à six bourgeois seulement.
On y a extrait longtemps du minerai de fer. Ainsi, le locataire de la minière de la Grosse Nowe devait verser à l’abbaye de Florennes, propriétaire du tréfonds, un impôt calculé sur la quantité de minerai extrait. Au début du XVIIe siècle, celui-ci était de 18 patards 16 deniers par cense de minerai.
Le 19 thermidor an IV, ou 6 août 1796, sont vendus pour la somme de 2 420 francs à Le Brun, de Boussu, fondé de pouvoir de Demanet, de Virelles, un étang et un lavoir à mines sis à Florivaux, commune de Jamiolle, canton de Villers (département des Ardennes), provenant des religieux de Florennes et contenant deux bonniers et demi.
En 1830, la population est de 98 habitants. On compte 3 grandes fermes et 36 chevaux, 18 poulains, 35 bêtes à cornes et 190 moutons.
Aujourd’hui, le village n’a plus d’industrie. On s’y adonne à l’élevage de bovins et à la culture de céréales.
En 1976, la commune, d'une superficie de 456 ha, comptait 144 habitants .

## Patrimoine

### Eglise Saint-Eloi
Construite en style gothique en 1848.